# Edward Vajda
Edward J. Vajda és un lingüista especialitzat en lingüística comparativa i en lingüística històrica que treballa a la Western Washington University, a l'estat de Washington.

## Trajectòria
Assolí notorietat pel seu treball on va proposar una família de llengües dené-ienisseianes en intentar establir que la llengua quet de Sibèria tenia un antecessor lingüístic comú amb les llengües na-dené d'Amèrica del Nord. Començà a estudiar el quet en els anys 1990, després de la desaparició de la Unió Soviètica; es va entrevistar amb parlants del ket a Alemanya i, posteriorment, va viatjar a Tomsk al sud-oest de Sibèria per a fer recollida de dades en treball de camp. L'agost de 2008 va esdevenir el primer estatunidenc que va visitar la pàtria Ket al centre-nord de Sibèria, al districte de Turukhansky, on va dur a terme el treball de camp intensiu amb alguns dels parlants restants ket. Va escriure un article de 67 pàgines titulat "A Siberian link with Na-Dene languages" que fou publicat el 2010 a Anthropological Papers of the University of Alaska.

## Articles publicats
- Ket (Languages of the World/Materials Volume 204.) Múnich: Lincom Europa, 2004.
- Yeniseian Peoples and Languages: a history of their study with an annotated bibliography and a source guide. Surrey, England: Curzon Press, 2001. (389 pages)
- Ket Prosodic Phonology. (Languages of the World 15.) Múnich: Lincom Europa, 2000
- Morfologicheskij slovar’ ketskogo glagola na osnove juzhnoketskogo dialekta [Morphological dictionary of the Ket verb, southern dialect] (co-authored with Marina Zinn), Tomsk: TGPU, 2004. (257 pages)
- Russian Punctuation and Related Symbols (co-authored with V. I. Umanets), Bloomington, Indiana: Slavica Publishers, 2005. (249 pages)
- "Subordination and coordination strategies in North Asian languages." Current issues in linguistic theory, 300.) Amsterdam & Philadelphia: John Benjamins, 2008. (225 pp.)
- Languages and Prehistory of Central Siberia. (Current issues in linguistic theory, 262.) Amsterdam & Philadelphia: John Benjamins, 2004. (275 pp.)
- “A Siberian link with the Na-Dene.” Anthropological Papers of the University of Alaska, Volume 5, New Series. (2010): 31-99.
- "Yeniseian, Na-Dene, and Historical Linguistics.” Anthropological Papers of the University of Alaska, Volume 5, New Series. (2010): 100-118.
- "Dene–Yeniseian and Processes of Deep Change in Kin Terminologies.” Anthropological Papers of the University of Alaska, Volume 5, New Series. (2010): 120-236. (co-authored with John W. Ives and Sally Rice)
- “The languages of Siberia.” Linguistic Compass 2 (2008): 1-19.
- “Yeniseic diathesis” Language Typology 9 (2005): 327-339. (Review article of Die Diathese in den Jenissej-Sprachen aus typologischer Sicht, H. Werner).